# Namie amuro LIVE STYLE 2011
『namie amuro LIVE STYLE 2011』（ナミエ・アムロ・ライブ・スタイル・2011）は、安室奈美恵がベストコラボレーションアルバム『Checkmate!』と37thシングル「NAKED／Fight Together／Tempest」を引っさげて行ったライブツアー、かつ東京公演の模様が収録された映像作品。「LS 2011」と略されている。

## 解説
2011年7月30日から12月27日までに行われた全国アリーナツアーである。スケジュール発表当初は5月21日の千葉公演を皮切りに36公演が予定された が、東日本大震災の影響による公演日や会場の変更、公演中止でスケジュールが大幅に変更された。
11月6日の横浜アリーナでの公演は開演されたが、安室の急性上気道炎により途中で公演中止となった。12月27日に同会場で振替公演が行われた。東京公演の模様が収録されたDVD、Blu-rayがツアー全公演終了の6日前に発売される事態になった。
11月27日に国立代々木競技場第一体育館での公演終了後、同会場でフジテレビの月9ドラマ『私が恋愛できない理由』第9話（12月12日放送）の撮影が行われた。安室本人がステージに再登場し、同ドラマの主題歌「Love Story」の歌唱シーンが撮影された。
DVD、Blu-rayの発売に先駆け、12月6日から「arigatou」のライブ映像がYouTubeの公式チャンネルで公開されている。
DVD、Blu-rayともに初回限定盤は金箔押し仕様、八つ折ブックレット絵柄A封入。通常盤は八つ折ブックレット絵柄B封入。また、初回限定盤、通常盤ともにスリーブ仕様。外張りシールには初回限定盤または通常盤であることを示す記載はされていないが、初回限定盤、通常盤ともにスリーブのタイトルロゴ、外張りシールの色が異なる。先着購入特典は安室奈美恵オリジナルNEW YEARカード。
DVD、Blu-rayの発売を記念して、タワーレコード渋谷店では12月20日から12月26日までの期間限定で未公開ショットを含むフォトギャラリー展が開催された。
2012年1月2日付のオリコン週間DVDランキング、BDランキングの音楽部門でともに初登場1位を獲得。安室のDVD＆BDランキングでの音楽部門同時2冠達成は、2009年9月9日発売の『namie amuro BEST FICTION TOUR 2008-2009』に続き2年4ヶ月ぶり、自身通算2度目。2008年7月のBDランキング発表開始以来、同一タイトルによる同時2冠達成は、浜崎あゆみの2度目に並び歴代アーティスト1位最多タイ記録となった。

## 収録曲
| 01 | NAKED                       |
| 02 | Bad Habit                   |
| 03 | Hello                       |
| 04 | FAST CAR                    |
| 05 | make it happen              |
| 06 | COPY THAT                   |
| 07 | WHAT A FEELING (Live Remix) |
| 08 | #1                          |
| 09 | No (Live Remix)             |
| 10 | Top Secret                  |
| 11 | Tempest                     |
| 12 | Get Myself Back             |
| 13 | "Uh Uh,,,,,,,"              |
| 14 | ROCK STEADY                 |
| 15 | Defend Love                 |
| 16 | Break It                    |
| 17 | Wonder Woman                |
| 18 | Hide & Seek                 |
| 19 | Queen of Hip-Pop            |
| 20 | ROCK U                      |
| 21 | BLACK OUT                   |
| 22 | Higher                      |
| 23 | UNUSUAL                     |
| 24 | Fight Together              |
| 25 | arigatou                    |

## ツアー日程
| 公演数 | 開催日   | 会場                               | 備考                                                              |
| ------ | -------- | ---------------------------------- | ----------------------------------------------------------------- |
| 01     | 5月21日  | 幕張メッセ・イベントホール         | 公演中止                                                          |
| 02     | 5月22日  | 幕張メッセ・イベントホール         | 公演中止                                                          |
| 03     | 5月31日  | 大阪城ホール                       | 9月14日に変更                                                     |
| 04     | 6月1日   | 大阪城ホール                       | 9月15日に変更                                                     |
| 05     | 6月4日   | 埼玉スーパーアリーナ               | 10月15日、国立代々木競技場第一体育館に変更                        |
| 06     | 6月5日   | 埼玉スーパーアリーナ               | 10月16日、国立代々木競技場第一体育館に変更                        |
| 07     | 6月17日  | 真駒内セキスイハイムアイスアリーナ | 公演中止                                                          |
| 08     | 6月18日  | 真駒内セキスイハイムアイスアリーナ | 公演中止                                                          |
| 09     | 6月25日  | 長野ビッグハット                   | 11月19日に変更                                                    |
| 10     | 6月26日  | 長野ビッグハット                   | 11月19日に変更                                                    |
| 11     | 7月2日   | 広島グリーンアリーナ               | 12月3日に変更                                                     |
| 12     | 7月3日   | 広島グリーンアリーナ               | 12月4日に変更                                                     |
| 13     | 7月9日   | 朱鷺メッセ                         | 公演中止                                                          |
| 14     | 7月10日  | 朱鷺メッセ                         | 公演中止                                                          |
| 15     | 7月23日  | 沖縄コンベンションセンター         | 公演中止                                                          |
| 16     | 7月24日  | 沖縄コンベンションセンター         | 公演中止                                                          |
| 01     | 7月30日  | 静岡エコパアリーナ                 |                                                                   |
| 02     | 7月31日  | 静岡エコパアリーナ                 |                                                                   |
| 17     | 8月6日   | 横浜アリーナ                       | 11月5日に変更                                                     |
| 18     | 8月7日   | 横浜アリーナ                       | 11月6日に変更                                                     |
| 19     | 8月13日  | 国立代々木競技場第一体育館         | 11月26日に変更                                                    |
| 20     | 8月14日  | 国立代々木競技場第一体育館         | 11月27日に変更                                                    |
| 03     | 8月20日  | マリンメッセ福岡                   | 「Shut Up」から「No (Live Remix)」へ曲目を変更、「BLACK OUT」追加 |
| 04     | 8月21日  | マリンメッセ福岡                   |                                                                   |
| 05     | 8月25日  | 日本ガイシホール                   |                                                                   |
| 06     | 8月26日  | 日本ガイシホール                   |                                                                   |
| 07     | 8月31日  | 大阪城ホール                       |                                                                   |
| 08     | 9月1日   | 大阪城ホール                       |                                                                   |
| 09     | 9月10日  | 神戸ワールド記念ホール             |                                                                   |
| 10     | 9月11日  | 神戸ワールド記念ホール             |                                                                   |
| 11     | 9月14日  | 大阪城ホール                       |                                                                   |
| 12     | 9月15日  | 大阪城ホール                       |                                                                   |
| 13     | 9月22日  | 国立代々木競技場第一体育館         |                                                                   |
| 14     | 9月23日  | 国立代々木競技場第一体育館         |                                                                   |
| 21     | 10月1日  | セキスイハイムスーパーアリーナ     | 公演中止                                                          |
| 22     | 10月2日  | セキスイハイムスーパーアリーナ     | 公演中止                                                          |
| 15     | 10月7日  | 日本ガイシホール                   |                                                                   |
| 16     | 10月8日  | 日本ガイシホール                   |                                                                   |
| 17     | 10月10日 | 日本ガイシホール                   | 追加公演                                                          |
| 18     | 10月15日 | 国立代々木競技場第一体育館         | DVD、Blu-ray撮影                                                  |
| 19     | 10月16日 | 国立代々木競技場第一体育館         | DVD、Blu-ray撮影                                                  |
| 20     | 10月19日 | 国立代々木競技場第一体育館         | 追加公演                                                          |
| 21     | 10月20日 | 国立代々木競技場第一体育館         | 追加公演                                                          |
| 22     | 10月27日 | 大阪城ホール                       | 追加公演                                                          |
| 23     | 10月28日 | 大阪城ホール                       | 追加公演                                                          |
| 24     | 11月5日  | 横浜アリーナ                       |                                                                   |
| 25     | 11月6日  | 横浜アリーナ                       | 急性上気道炎により公演中止、12月27日に振替                        |
| 25     | 11月12日 | マリンメッセ福岡                   | 追加公演                                                          |
| 26     | 11月13日 | マリンメッセ福岡                   | 追加公演                                                          |
| 27     | 11月19日 | 長野ビッグハット                   |                                                                   |
| 28     | 11月26日 | 国立代々木競技場第一体育館         |                                                                   |
| 29     | 11月27日 | 国立代々木競技場第一体育館         | 公演終了後、ドラマ撮影                                            |
| 30     | 12月3日  | 広島グリーンアリーナ               | 「Love Story」追加                                                |
| 31     | 12月4日  | 広島グリーンアリーナ               |                                                                   |
| 32     | 12月27日 | 横浜アリーナ                       | 11月6日の振替公演                                                 |

## 参加ミュージシャン
- 安室奈美恵：Vocal

サポートメンバー
- 村上彰久：Manipulator